# Омам-Бийик, Франсуа
Франсуа́ Ома́м-Бийи́к (фр. François Omam-Biyik; 21 мая 1966, Сакбайен, Камерун) — камерунский футболист, нападающий. Имеет двойное гражданство — камерунское и французское. Омам-Бийик входит в число десяти лучших футболистов в истории африканского футбола. Младший брат футболиста Андре Кана-Бийика.

## Футбольная биография

### Клубная
Профессиональную карьеру начал в наиболее титулованном клубе камерунского чемпионата «Канон». Начав выступать за клуб с лета 1986 года, стал в первый свой сезон чемпионом страны.
Летом 1987 года перешёл в клуб высшей лиги французского чемпионата «Лаваль». Дебют в высшей лиге Франции состоялся 25 июля 1987 года в матче против клуба «Тулуза». Первый гол забил 19 августа 1987 года в ворота команды «Осер». Встреча закончилась со счётом 1:1. Всего футболист провёл 24 игры, забив 11 голов. Стал лучшим бомбардиром клуба сезона 1987/88. В чемпионате Франции Омам-Бийик занял 10-е место в списке бомбардиров. Клуб занял итоговое 14-е место.
Сезон 1988/89 закончился для клуба неудачно — заняв 19-е место, команда перешла в Лигу 2. Футболист принял участие в 25 играх и забил 4 гола.
В сезоне 1989/90 футболист провёл 32 игры и забил 11 голов. «Лаваль» занял 4-е место в группе «B» Лиги 2.
Летом 1990 года Омам-Бийик заключил контракт с клубом «Ренн», который занял первое место в группе «B» Лиги 2 и получил право выступать в высшей лиге французского чемпионата. Первый матч за клуб Франсуа провёл 21 июля 1990 года против команды «Сент-Этьен». Отличиться ему удалось в следующем туре, забив 2 гола в ворота команды «Пари Сен-Жермен», обеспечив победу со счётом 2:1. Всего футболист играл во всех 38-ми играх чемпионата 1990/91. Забив 14 голов, стал лучшим голеадором клуба. «Ренн» занял последнее место и должен был отправиться в Лигу 2, но из-за скандала с двойной бухгалтерией футбольные клубы «Бордо», «Ницца» и «Брест» были дисквалифицированы и отправлены в Лигу 2.
В июле 1991 года футболист перешёл в клуб «Канн», занявший в предыдущем сезоне 4-е место, которое дало право участвовать в розыгрыше Кубка УЕФА. Дебют за новую команду состоялся 20 июля 1991 года в матче против клуба «Нанси». Первый гол провёл 4 августа в ворота «Монако», итоговый счёт — 1:2. «Канн» занял пятое место в чемпионате.
В июле 1992 года Омам-Бийик стал игроком команды «Олимпик Марсель» — чемпиона Франции сезона 1991/92. Провёл за команду всего одну игру — матч первого тура чемпионата против «Тулузы». Затем не смог закрепиться в основном составе, уступив Алену Бокшичу.
В октябре 1992 года был продан в «Ланс». Дебютировал 17 октября 1992 года в матче 11-го тура против команды «Пари Сен-Жермен». Открыл счёт на 72-й минуте. Игра закончилась со счётом 1:1. Играл в 26 играх чемпионата, провёл 11 мячей, став лучшим бомбардиром клуба. «Ланс» в сезоне 1992/93 занял итоговое 9-е место.
В сезоне 1993/94 провёл 24 игры, забил 7 голов. Лучший матч — игра 15 тура 29 октября 1993 года против «Монако». Открыв счёт на 3-й минуте, затем сделал счёт 2:1 в пользу своей команды на 61-й минуте. Итоговый счёт — 3:3. В составе команды выиграл Кубок французской лиги.
Чемпионат 1994/95 сложился для игрока неудачно. Проведя первые три игры, потерял место в основном составе.
В январе 1995 года стал игроком мексиканской команды «Америка», выступавшей в высшей лиге чемпионата Мексики. Играл за команду в течение 2-х лет.
С июля по декабрь 1997 года играл за ныне несуществующий клуб «Атлетико Юкатан», выступавший во втором по значимости мексиканском дивизионе.
В феврале 1998 года заключил контракт с клубом Серии А «Сампдория». Первый матч в высшей лиге чемпионата Италии провёл 11 февраля 1998 года против команды «Аталанта». Всего в сезоне 1997/98 провёл 6 матчей, выходя на замену. «Сампдория» финишировала на 9-м месте.
В июле 1998 года Омам-Бийик вернулся в Мексику, став игроком команды «Атланте». Играл за команду до конца 1998 года.
В январе 1999 года перешёл в другую мексиканскую команду «Пуэбла». В команде провёл полгода.
В июле 1999 года заключил контракт с клубом французской Лиги 2 «Шатору». Играл за команду в трёх играх, выходя на замену.
Летом 2000 года завершил профессиональную карьеру. В настоящее время живёт в городе Колима в Мексике.

### Сборная Камеруна
За сборную Камеруна выступал с 1986 года.
В 1988 году играл за сборную в финальной стадии розыгрыша Кубка африканских наций. Провёл 27 минут в матче против Египта. Победив в финале сборную Нигерии, камерунцы во второй раз в своей истории стали обладателями Кубка африканских наций.
Кубок африканских наций 1990 года сборная Камеруна провела неудачно, заняв третье место в группе. Омам-Бийик играл во всех трёх матчах группового турнира.
Летом 1990 года камерунцы во второй раз в своей истории принимали участие в финальной стадии чемпионата мира. Сборная стала первой африканской сборной, вышедшей в 1/4 финала. Омам-Бийик забил первый гол чемпионата, головой поразив ворота сборной Аргентины. Матч закончился со счётом 1:0.
В 1992 году играл в 4 из 5 матчей сборной на Кубке африканских наций. В матче группового турнира забил гол в ворота сборной Заира, установив окончательный счёт 1:1. Камерунцы в полуфинале по пенальти уступили сборной Кот-д’Ивуара 1:3. У Камеруна не забили послематчевые пенальти Маканаки, Омам-Бийик и Белл. В матче за третье место, в котором камерунцы уступили нигерийцам, Омам-Бийик не играл.
На чемпионате мира в 1994 году сборная Камеруна выступила неудачно, заняв последнее место в группе. Омам-Бийик играл во всех трёх матчах своей сборной. В матче против шведов на 46-й минуте сделал счёт 2:1 в пользу своей сборной. Игра завершилась со счётом 2:2.
В 1996 году в четвёртый раз играл на Кубке африканских наций. Заняв третье место в группе, сборная прекратила участие на стадии группового турнира. Франсуа играл во всех играх. Во второй игре против сборной Египта на 36-й минуте открыл счёт, забив пенальти. Камерунцы победили со счётом 2:1. В третьей игре против сборной Анголы на 25-й минуте открыл счёт. Итог — 3:3.
На чемпионате мира 1998 года камерунцы выступили также, как и в 1994 году — последнее место в группе. В этот раз Омам-Бийику отличиться не удалось.

## Достижения

### Командные
- Обладатель Кубка африканских наций 1988 года
- Чемпион Камеруна 1986 года
- Обладатель Кубка французской лиги 1994 года
- Четвертьфиналист чемпионата мира 1990 года
- Четвёртое место на Кубке африканских наций 1992 года

### Личные
- Три раза становился третьим в номинации «Африканский футболист года» в 1987, 1990 и 1991 годах.

## Семья
- Двоюродный брат Франсуа Омама-Бийка Френсис Омам тоже стал футболистом. Он играл за молодёжную сборную Камеруна, а затем перебрался в Россию и выступал за клуб второго дивизиона «Спартак-Телеком». Позже ему удалось получить российское гражданство[6].